# Еврюжихин, Геннадий Егорович
Генна́дий Его́рович Еврюжи́хин, (4 февраля 1944, Киндери, Киндерский сельсовет, Юдинский район, Татарская АССР, РСФСР, СССР — 15 марта 1998, Москва) — советский футболист, нападающий. Известен по выступлениям за футбольный клуб «Динамо» Москва. Игрок национальной сборной СССР, Мастер спорта СССР международного класса (16.08.1972).

## Биография
Рос в одном дворе с Николаем Осяниным, с ним же играл в футбол в детские годы. Спортшколу не посещал, играл ради удовольствия.
Окончив школу, уехал в Ленинград. Поступил в Ленинградский институт точной механики и оптики. Играл в студенческой сборной по футболу, за «Локомотив». Его заметил главный тренер «Динамо» (Ленинград) Аркадий Алов и пригласил к себе в команду. В «Динамо» провел 1,5 года, играл успешно, и его заметили представители столичных клубов. Еврюжихин уезжать из Ленинграда не хотел, начал тренироваться с «Зенитом», но сезон все же завершил в «Динамо».
В 1966 году перешёл в «Динамо» (Москва), однако о футбольной карьере не думал. По-прежнему учился на дневном отделении в московском вузе на оптико-механическом факультете. На поле стал появляться только с июня 1966 — клубы улаживали разногласия между собой.
В первом матче за «Динамо» забил мяч в ворота СКА, а в девятом против московского «Спартака» забил три и помог выиграть команде со счетом 4:0. В конце года был вызван в сборную СССР.
Вплоть до 1976 года играл за «Динамо», причем именно в последнем сезоне стал чемпионом страны.
С 1977 года — дипкурьер МИДа.
Похоронен на Троекуровском кладбище города Москвы, участок 10.

## Достижения
Динамо (Москва)
- Чемпион СССР: 1976 (в)
- Серебряный призёр чемпионата СССР (2): 1967, 1970
- Бронзовый призёр чемпионата СССР (2): 1973, 1975
- Обладатель Кубка СССР (2): 1966/67, 1970
- Финалист Кубка обладателей кубков: 1971/72

Сборная СССР
- Бронзовый призёр Олимпийских игр: 1972